# Godyris huallaga
Godyris huallaga är en fjärilsart som beskrevs av Fox 1941. Godyris huallaga ingår i släktet Godyris och familjen praktfjärilar. Inga underarter finns listade i Catalogue of Life.